# 6451 Кьорнтен
6451 Кьорнтен (6451 Kärnten) — астероїд головного поясу, відкритий 9 квітня 1991 року.
Тіссеранів параметр щодо Юпітера — 3,389.